# Nowopil (obwód żytomierski)
Nowopil (ukr. Новопіль, hist. pol. Nowopol) – wieś na Ukrainie, w obwodzie żytomierskim, w rejonie żytomierskim, w hromadzie Olijiwka. W 2001 liczyła 799 mieszkańców, spośród których 791 wskazało jako ojczysty język ukraiński, a 8 rosyjski.